# Trollveggen
Trollveggen er en stejl bjergvæg, der ligger i Romsdalen i Rauma kommune i Møre og Romsdal fylke i Norge. Trollveggen er en del af Trolltinderne og er Europas højeste lodrette bjergvæg. Der er cirka 1.700 meter fra bunden af dalen og op til toppen af væggen, hvoraf 1.000 meter er et lodret fald, hvor bjergmassivet delvis hænger 50 meter udover væggen.

## Klatring
Trollveggen er et yndet mål for klatrere, men blev først overvundet i 1965, da et norsk og et engelsk klatrehold med hver sin rute nåede toppen med én dags mellemrum. Tidligere havde man dog besteget Trolltinderne fra Romsdalen via ruter som ikke involverede selve Trollveggen. Toppen af Trollveggen er let tilgængelig (uden klatring) fra bagsiden. Stien starter fra toppen af Trollstigen (Stigrøra).

## BASE jumping
I 1980 kastede finnen Jorma Öster sig ud fra Trollveggen i faldskærm, og væggen har siden været et yndet mål for BASE-hoppere. Faldskærmsudspring fra Trollveggen blev imidlertid forbudt ved lov i 1986 efter flere dødsfald og vanskelige redningsoperationer.